# بی قنطورس
بی قنطورس (B Centauri) یک ستاره است که در صورت فلکی قنطورس قرار دارد.